# 鹿児島県立短期大学の人物一覧
鹿児島県立短期大学の人物一覧（かごしまけんりつたんきだいがくのじんぶついちらん）は、鹿児島県立短期大学に関係する人物の一覧記事（鹿児島県立大学短期大学部時代の出身者を含む）。

## 教職員
名誉教授または元教授、元学長
- 奥村恒哉 - 国文学者
- 芳即正 - 歴史学者（鹿児島県郷土史）、鹿児島県立図書館館長、鹿児島純心女子短期大学教授、尚古集成館館長
- 種村完司 - 学長、哲学者、鹿児島大学名誉教授
- 中留武昭 - 学長、教育行政学者、日本教育経営学会第8代会長、九州大学名誉教授
- 堀田満 - 学長、植物学者、南方熊楠賞受賞者、鹿児島大学名誉教授
- 文田哲雄 - 洋画家、二科会会員、鹿児島市立美術館第12代館長
- 松浦一六 - 国文学者（井原西鶴研究）、鹿児島大学教授、鹿児島短期大学教授

## 出身者

### 政治・行政
- 浅井隼人 - 鹿児島県鹿屋市長
- 椎木伸一（二部商経科卒） - 鹿児島県出水市長

### 芸術・芸能
- 有馬瑞香 - 声優

### ジャーナリズム・マスコミ
- 日高旺（国文科卒） - 新聞経営者・記者、民俗ジャーナリスト、南日本新聞社社長、鹿児島テレビ放送社長
- 間世田桜子（文学科日本語日本文学専攻卒業）- 鹿児島讀賣テレビアナウンサー。卒業後社会人を経て、広島大学に編入